# 甲酸铀(IV)
甲酸铀(IV)是铀的甲酸盐之一，化学式为U(HCOO)4。它是单斜晶系晶体，可由无水甲酸和四氯化铀反应制得。它在室温可以和氨或甲胺反应，生成U2O3(HCOO)2·4HC(O)NHR（R=H或CH3）。
它在真空中于280 °C分解，生成二氧化铀、甲酸和其它气态产物；在空气中加热则会先生成甲酸铀酰再分解。